# Nina Fog
Nina Fog (* 1980 in Wien) ist eine österreichische Theater- und Filmschauspielerin.

## Leben
Nina Fog studierte Schauspiel an der Central School of Speech and Drama in London von 1999 bis 2002. Seit dieser Zeit ist sie als Schauspielerin in Film, Fernsehen und Theater aktiv. 2012 spielte sie die Hauptrolle der Kunststudentin „Mana Avariz“ in Lior Shamriz’ A Low Life Mythology. 2015 spielte sie „Ryuko“ in Samuel Schwarz’ Polder – Tokyo Heidi.

## Filmografie (Auswahl)
- 2003: Code 46
- 2004: Blue Murder (Fernsehserie, 4 Folgen)
- 2007: Weiße Lilien
- 2010: Kommissar Stolberg (Fernsehserie, eine Folge)
- 2011: Weihnachtsengel küsst man nicht
- 2012: A Low Life Mythology
- 2014: Um jeden Preis
- 2014: Über-Ich und Du
- 2015: Gespensterjäger – Auf eisiger Spur
- 2015: Polder – Tokyo Heidi
- 2015: Hubert und Staller – Die Japaner kommen (als Akira Oshima)
- 2016: Hey Bunny
- 2017: Fallen Blossoms
- 2021: Der Zürich-Krimi: Borchert und die Zeit zu sterben
- 2022: Tage, die es nicht gab (Fernsehserie)